# John Burroughs
Pour les articles homonymes, voir Burroughs.
John Burroughs, né dans le comté de Delaware (New York) le 3 avril 1837 et mort en Californie le 29 mars 1921 , est un naturaliste et essayiste américain important dans l'évolution du mouvement de conservation américain.
Selon les biographes de l'American Memory à la Bibliothèque du Congrès, John Burroughs fut l'auteur le plus important après Henry David Thoreau dans un genre littéraire particulièrement américain, l'essai sur le thème de la nature. Au début du XXe siècle, à une époque où l'amour pour la nature et le mouvement de conservation américains étaient en plein essor, il était déjà devenu une véritable institution : « The Grand Old Man of Nature » (« le grand monsieur de la nature »). Son extraordinaire popularité fut soutenue par un flux continu de recueils d'essais, débutant avec Wake-Robin en 1871. Selon le biographe Edward Renehan, le profil de Burroughs était moins celui d'un scientifique naturaliste que celui d'un « naturaliste littéraire dont le devoir est de rapporter sa perception du monde naturel ». Il en résulta une œuvre parfaitement en phase avec les changements culturels de l'époque, ce qui explique peut-être à la fois sa popularité d'alors et sa relative obscurité depuis.

## Jeunesse
Burroughs était le septième des dix enfants de Chauncy et Amy Kelly Burroughs. Il est né dans la ferme familiale, dans les Montagnes Catskill, près de Roxbury dans le comté de Delaware (New York). Enfant, il passait de nombreuses heures sur les pentes de l'Old Clump Mountain à observer les hauts sommets des Catskill et tout particulièrement la Slide Mountain, sur lequel il écrivit plus tard. Parmi ses camarades d'école se trouvait Jay Gould.
Il quitta l'école à l'âge de 17 ans pour devenir enseignant, tout en poursuivant ses études dans plusieurs institutions, dont le Cooperstown Seminary, où il découvrit les œuvres de William Wordsworth et Ralph Waldo Emerson. Par leur intérêt pour la nature et ses effets sur l'esprit, ces deux auteurs devaient l'influencer toute sa vie. Il quitta le séminaire en juillet 1856 et fit route vers le petit village de Buffalo Grove dans l'Illinois, où il enseigna jusqu'à l'année suivante. Puis il retourna dans l'est pour épouser « la femme que j'ai laissée derrière moi »,.

## Mariage et carrière

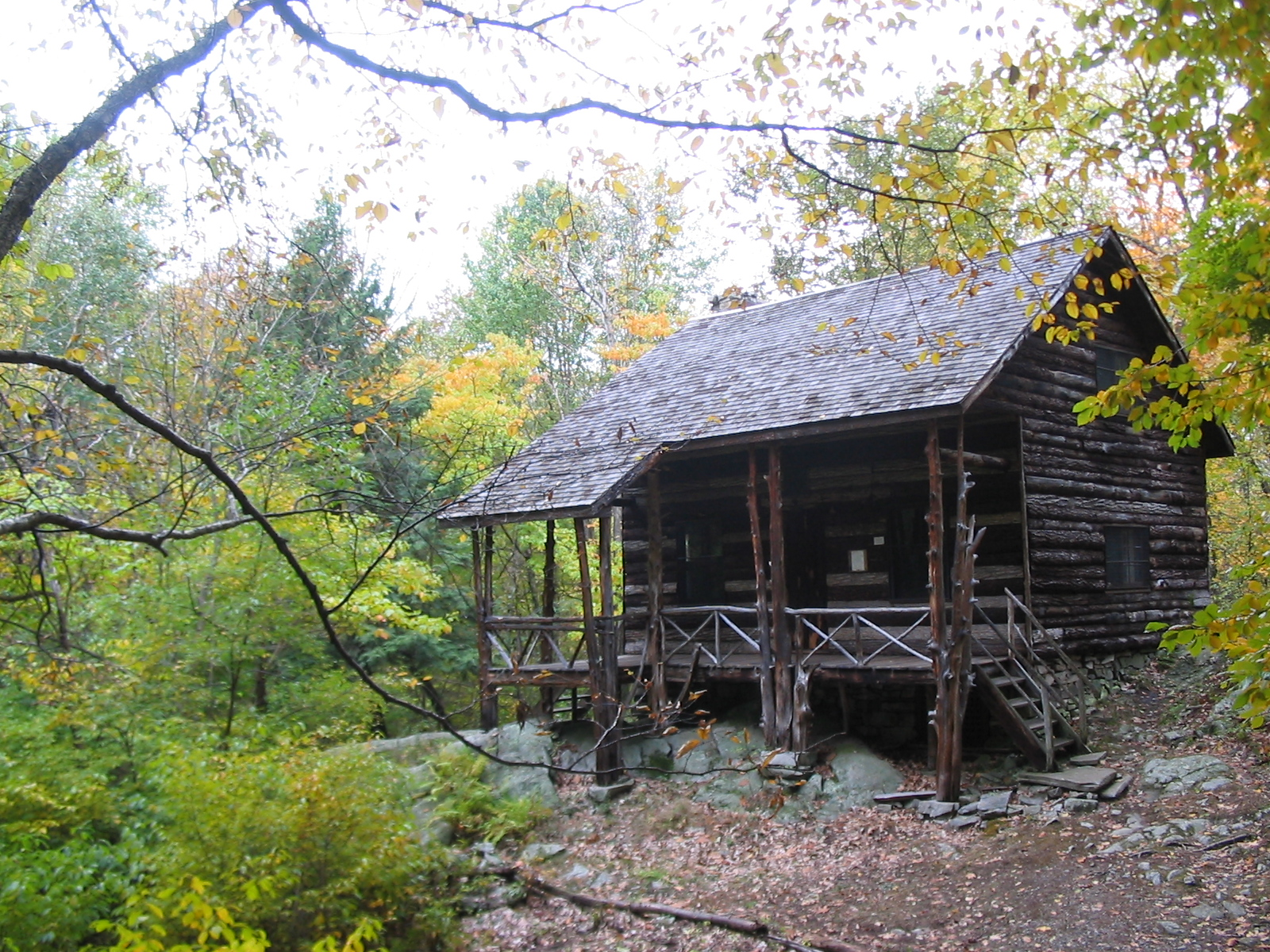
Slabsides, la cabane de John Burroughs à West Park (New York), 2005

Le 12 septembre 1857, il épousa Ursula North. Il continua sa carrière d'enseignant tout en projetant de devenir un auteur publié. Le couple peinait financièrement et ils ne purent s'acheter une maison que deux ans plus tard. En 1860, John Burroughs fit une petite percée en tant qu'auteur lorsque l'Atlantic Monthly, un magazine tout récemment apparu, accepta son essai Expression. L'éditeur, James Russell Lowell, le trouva tellement proche des écrits d'Emerson, qu'il pensa au début que Burroughs avait plagié son ami de longue date. Un court poème, Waiting, attira également l'attention.
En 1864, Burroughs accepta un poste de greffier au département du Trésor des États-Unis. Il devint par la suite inspecteur de la banque fédérale et continua dans cette voie jusque dans les années 1880. Pendant tout ce temps, il continua à publier et s'intéressa à la poésie de Walt Whitman. Burroughs rencontra Whitman pendant la guerre de Sécession à Washington ; ils devinrent amis.
Whitman encouragea Burroughs à développer ses écrits sur la nature, mais aussi ses essais philosophiques et littéraires. En 1867, Burroughs publia Notes on Walt Whitman as Poet and Person (Notes sur Walt Whitman en tant que poète et individu), le premier ouvrage biographique et critique sur le poète, qui fut largement (et anonymement) modifié par Whitman lui-même avant sa publication. Quatre ans plus tard, la maison d'édition Hurd & Houghton de Boston publia le premier recueil d'essais de Burroughs sur la nature, Wake-Robin.
En 1874, Burroughs acheta une grande ferme à West Park (État de New York), qui fait maintenant partie de la ville d'Esopus. Là, il fit pousser diverses cultures, avant de se concentrer sur la culture du raisin de table, et se consacra à ses écrits tout en continuant à travailler pendant plusieurs années comme inspecteur à la banque fédérale. Sa propriété est appelée Riverby.
Plus tard, il acheta un terrain proche et, en automne 1894, il commença à travailler avec son fils Julian Burroughs sur une cabane de style Adirondack, appelée Slabsides. Là, il écrivait, faisait pousser un grand champ de céleri et recevait des visiteurs, parmi lesquels des étudiants du Vassar College proche.
Au début du siècle, Burroughs rénova une vieille ferme près de sa maison natale et l'appela Woodchuck Lodge. Elle devint sa résidence d'été et le resta jusqu'à sa mort.

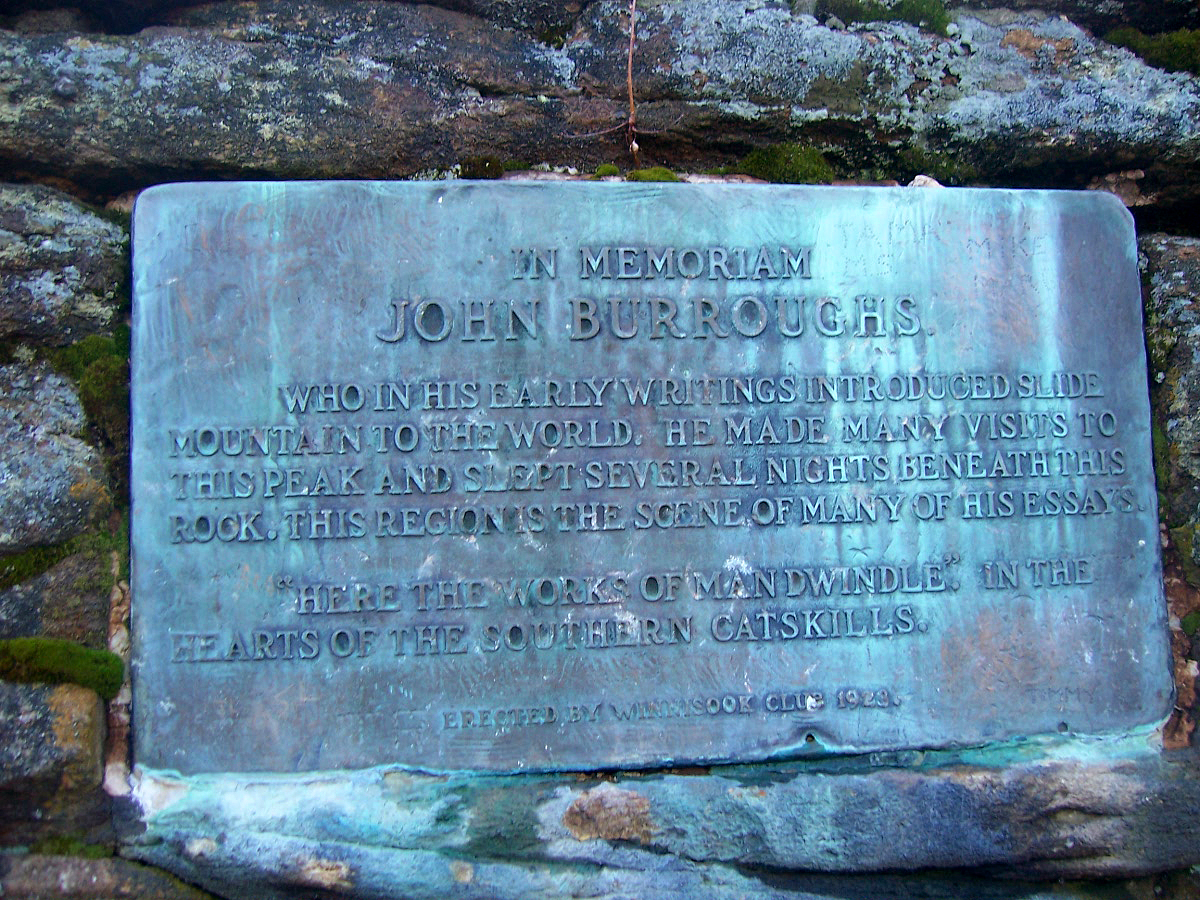
La plaque avec la citation de Burroughs au sommet de la Slide Mountain.

Il publia plus de 30 ouvrages ainsi que des centaines d'essais et de poèmes dans des magazines. Certains de ses meilleurs essais traitent de ses Catskills natales. À la fin des années 1880, dans l'essai intitulé The Heart of the Southern Catskills (Le Cœur des Catskills du sud), il fit le récit d'une ascension de Slide Mountain, le plus haut sommet de la chaine des Catskills. À propos de la vue au sommet, il écrivit : « L'ouvrage de l'homme se réduit, les traits originaux du vaste globe ressortent. Le moindre objet ou point devient minuscule ; la vallée de l'Hudson est une simple ride sur la surface de la terre. On découvre avec surprise que ce qui est vraiment grand, c'est la terre elle-même qui, s'étendant de tous côtés à perte de vue, dépasse l'entendement. » Une partie de cette citation se trouve sur une plaque commémorative au sommet de la montagne, sur un affleurement de roche appelé Burroughs Ledge. La Slide Mountain, et les monts voisins, Cornell et Wittenberg, qu'il a également gravis, ont été nommés The Burroughs Range (la chaine Burroughs).
D'autres essais sur les Catskills traitaient, avec autant d'ironie que de vénération et d'admiration, de la pêche à la truite, de randonnées dans les Peekamoose Mountain et Mill Brook Ridge, et de la descente du bras est du fleuve Delaware. C'est essentiellement pour cela qu'il est commémoré et connu dans la région, bien qu'il ait beaucoup voyagé et écrit sur de nombreuses autres régions, et qu'il ait commenté les controverses de l'époque sur les sciences naturelles, telle que la toute nouvelle théorie de la sélection naturelle. Il débattait également de questions philosophiques ou littéraires, et publia un autre ouvrage sur Whitman en 1896, quatre après la mort du poète. Ses écrits ont contribué à persuader l'establishment littéraire des qualités de Whitman.

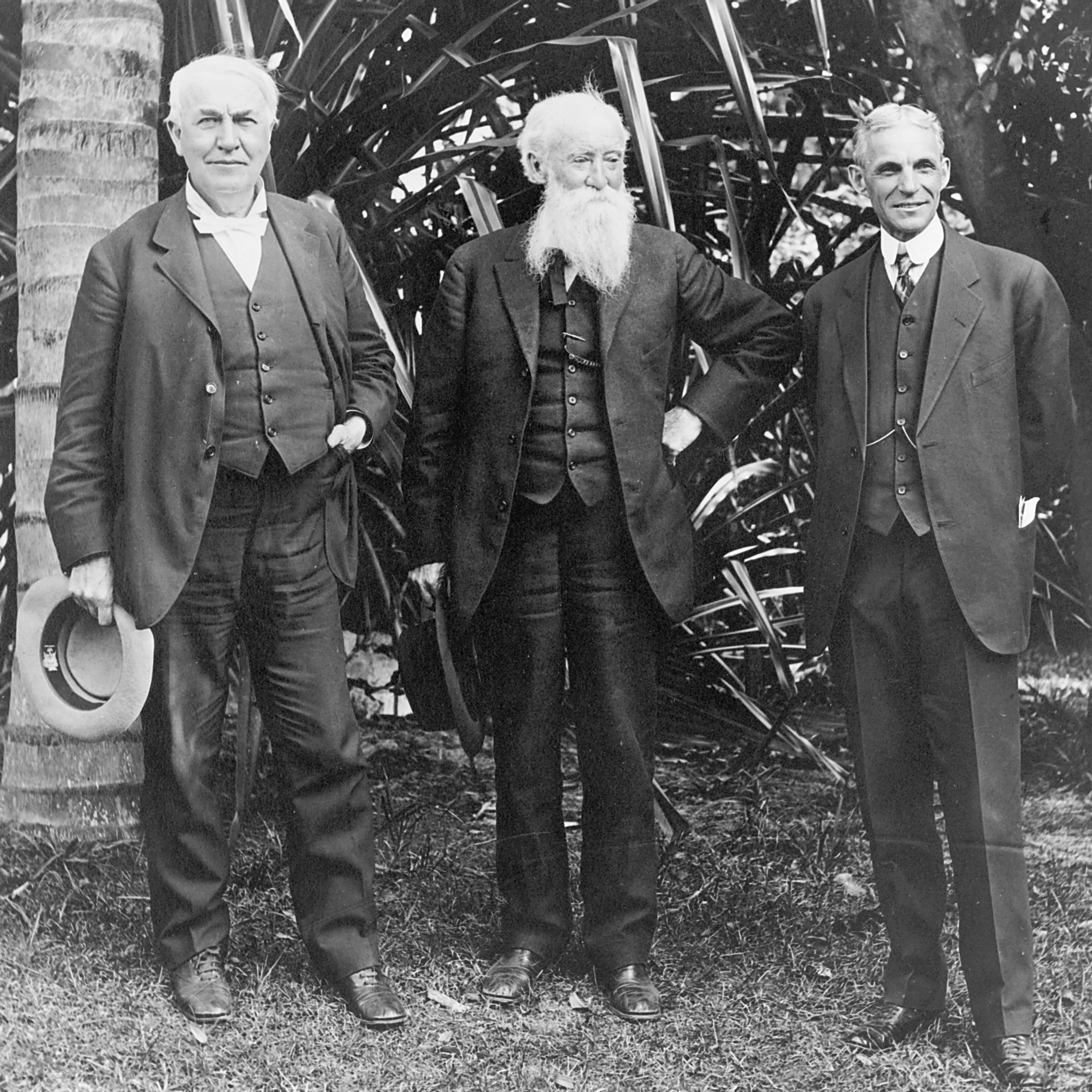
Burroughs posant avec Thomas Edison et Henry Ford chez Edison, Ft. Myers, Floride, 1914

À la fin de sa vie, Burroughs accompagnait de nombreuses personnalités de l'époque, parmi lesquels Theodore Roosevelt, John Muir, Henry Ford (qui lui fit don d'une automobile, une des premières de la vallée de l'Hudson), Harvey Firestone, et Thomas Edison. Il participa notamment en 1899 à l'expédition d'Edward Henry Harriman en Alaska.
Dès le début de son mariage avec Ursula, le couple eut des problèmes liés à l'aversion extrême de sa femme pour les relations physiques. En 1901, Burroughs rencontra une admiratrice, Clara Barrus, médecin à l'hôpital psychiatrique de Middletown (New York). Clara avait 33 ans et Burroughs avait presque le double de son âge. Elle fut le grand amour de sa vie et devint par la suite son exécutrice testamentaire. Elle vint habiter chez lui après le décès d'Ursula en 1917.
Il mourut dans un train en revenant de Californie au cours du printemps 1921. Il fut inhumé à Roxbury, le jour de son 84e anniversaire, au pied d'un rocher sur lequel il avait joué pendant son enfance. Woodchuck Lodge fut déclaré « National Historic Landmark » en 1962, de même que Riverby et Slabsides en 1968. Les trois sites sont sur la liste du Registre national des lieux historiques.
Burroughs fut un auteur populaire et estimé en son temps. Un prix décerné à un écrit sur la nature a reçu son nom, ainsi que 11 écoles américaines, parmi lesquelles des collèges de Milwaukee (Wisconsin) et Los Angeles (Californie), un lycée de Burbank (Californie), et un établissement d'enseignement secondaire privé à Saint-Louis (Missouri). Depuis sa mort en 1921, la John Burroughs Association lui rend hommage.

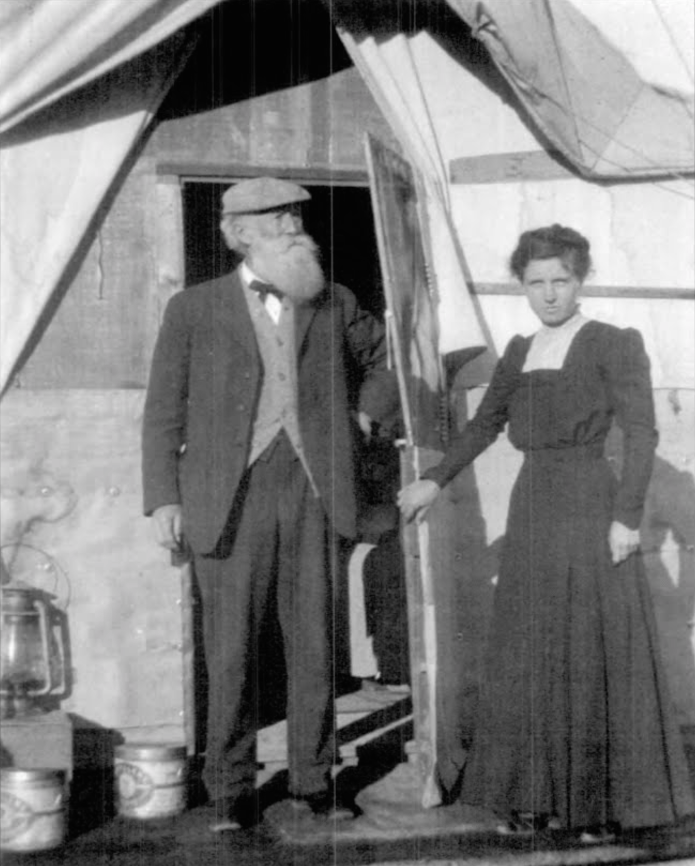
John Burroughs avec son assistante Mary Beal en 1911.

De nombreux essais de Burroughs ont été publiés pour la première fois dans des magazines populaires. Il est connu surtout pour ses observations sur les oiseaux, les fleurs et les scènes rurales, mais les sujets de ses essais vont de la religion à la littérature. Burroughs était un ardent défenseur de Walt Whitman et de Ralph Waldo Emerson, mais quelque peu critique à l'égard de Henry David Thoreau.

## Publications
- Notes on Walt Whitman as Poet and Person (1867)
- Wake Robin (1871)
- Winter Sunshine (notes de voyage, 1875)
- Birds and Poets (1877)
- Locusts and Wild Honey (1879)
- Pepacton (1881)
- Fresh Fields (notes de voyage, 1884)
- Signs and Seasons (1886)
- Birds and bees and other studies in nature (1896)
- Indoor Studies (1889)
- Riverby (1894)
- Whitman: A Study (1896)
- The Light of Day (1900)
- Squirrels and Other Fur-Bearers (1900)
- Songs of Nature (Editor) (1901)
- John James Audubon (biographie, 1902)
- Literary Values and other Papers (1902)
- Far and Near (1904)
- Ways of Nature (1905)
- Camping and Tramping with Roosevelt (1906)
- Bird and Bough (poésies, 1906)
- Afoot and Afloat (1907)
- Leaf and Tendril (1908)
- Time and Change (1912)
- The Summit of the Years (1913)
- The Breath of Life (1915)
- Under the Apple-Trees (1916)
- Field and Study (1919)
- Accepting the Universe (1920)
- Under the Maples (1921)
- The Last Harvest (1922)
- My Boyhood, with a Conclusion by His Son Julian Burroughs (1922)

Éditions modernes en français
- Construire sa maison, traduit de l'américain et présenté par Joël Cornuault (traduction de : House-building), Premières pierres, 2005  (ISBN 2-913534-06-6)
- Les Yeux perçants, traduit de l'américain par Joël Cornuault, vignettes de Gabrielle Cornuault, Bergerac, Librairie la Brèche, 2006  (ISBN 2-912753-19-8)
- L'Art de voir les choses, pages choisies et traduites par Joël Cornuault, Gardonne, Fédérop, 2007  (ISBN 978-2-85792-176-9)